# People’s Progress Party (Papua-Neuguinea)
Die People’s Progress Party (Papua-Neuguinea) ist eine Partei in Papua-Neuguinea.  Sie wird von Julius Chan geführt.  Bei den Wahlen zum Parlament von Papua-Neuguinea im Jahr 2007 erreichte die People’s Progress Party 4 von 109 Sitzen. Bei den Wahlen 2012 konnte sie sich auf 6 von 111 Sitzen verbessern.
Die People’s Progress Party wurde 1968 von Julius Chan, der Premierminister von Papua-Neuguinea von 1980 bis 1982 und von 1994 bis 1997 war, gegründet. Diese Partei war viele Jahre Koalitionspartner in Regierungen, die von der Pangu Party geführt wurden.
Ebenfalls geläufig ist die Bezeichnung People’s Progressive Party.
Ehemalige Parteivorsitzende:
- Allan Marat
- Andrew Baing
- Michael Nali